# 通勤線電動列車

Logo

通勤線電動列車（KRL Commuter Line）是印度尼西亞大雅加達地區的通勤鐵路服務，服務範圍包含雅加達、茂物、德波、丹格朗、勿加泗等城市。

## 歷史

### 早期的電氣化鐵路
從1917年開始，荷蘭殖民政府便著手規劃雅加達地區鐵路的電氣化工程，第一段施工路線是從丹戎不碌到 Meester Cornelis（今干冬墟），該工程從1923年開工，至1924年12月24日完工通車。雅加達的公共運輸體系在1960年代陷入低潮，通勤鐵路也在1965年停駛。

### 通勤鐵路服務的恢復
直到1970年代，雅加達的經濟開始復甦，交通也開始呈現擁擠，當時管理雅加達鐵路的印度尼西亞國家鐵路公司才決定重新開始以電聯車來營運。第一代非空調電聯車於1976年自日本引進，並取代荷蘭時期遺留的電車，往後11年間，不斷有新車引進加入通勤鐵路服務。到了1994年，印尼第一款國內自製電車KRL BN-Holec投入服務，同時，通勤鐵路中央線的雅加達城區站至芒加萊車站（Manggarai）也完成了高架化工程。然而，隨著經濟的增長，市區內的通勤人口不斷增加，原有的電車服務已經無法滿足市區通勤的需要。於是自2000年代開始，印度尼西亞國家鐵路公司開始從日本買進價格較便宜的二手電車，第一款二手電車是原本服務於日本東京都交通局三田線的6000型電車，共72輛。隨後又引進日本國鐵103系（2004年，4組16輛）、東急8000系（2005年，3組24輛）、東急8500系（2006年，1組8輛，8604組），以及自製電車KRL-I（2001年出廠，2003年營運）。然而，僅是如此，仍然無法負荷高速成長的通勤人口，服務品質已是相當低落，超載是常有的事。

### 獨立營運
2008年開始，印度尼西亞國家鐵路公司為了更妥善地管理雅加達通勤鐵路，成立了通勤鐵路子公司。之後，公司整理營運內容，分成6條營運路線、設立女性專用車廂，車廂進行翻新，重新安排消毒設施和基礎設施，安置保安單位，並派員定時清理車廂。2013年7月，開始實施電子票務系統並改變列車票價系統。車輛部分，持續引進日本二手車，起初引進東急8500系7組56輛、東京地下鐵5000系24輛與東葉高速鐵道1000形電車24輛。2010年代開始，為了完全杜絕超載情形，並逐步淘汰原有的非空調電車，開始大量引進二手電車與自製電車，如營團05系、6000系、7000系、KRL i9000 KfW（自製）、日本國鐵203系、205系。其中以JR 205系最多，目前共引進488輛，進而使非空調列車完全淘汰，並解決了超載的問題。自從2011年開始，通勤鐵路亦不斷延長其服務範圍，如今已延長至南波、蘭加士勿洞、芝卡朗等地

## 路線列表
| 路線         | 營運區間                       | 車站數量 | 長度 （公里） | 通車年份 | 加入本系統日期                                                     |
| ------------ | ------------------------------ | -------- | ------------- | -------- | ------------------------------------------------------------------ |
| 茂物線       | 雅加達城區站－德波站           | 20       | 33.3          | 1930     | 2011年12月5日                                                      |
| 茂物線       | 雅加達城區站－茂物站           | 24       | 54.8          | 1930     | 2011年12月5日                                                      |
| 茂物線       | 雅加達城區站－南波站           | 23       | 47.2          | 1997     | 2022年5月28日                                                      |
| 蘭加士勿洞線 | 丹拿望站 － 塞爾蓬站           | 8        | 19.6          | 1899     | 2011年12月5日                                                      |
| 蘭加士勿洞線 | 丹拿望站 － 巴隆班讓站         | 11       | 24.3          | 1899     | 2011年12月5日                                                      |
| 蘭加士勿洞線 | 丹拿望站 － 馬查站             | 17       | 55.6          | 1899     | 2013年4月17日                                                      |
| 蘭加士勿洞線 | 丹拿望站 － 蘭加士勿洞站       | 19       | 72.8          | 1899     | 2017年4月1日                                                       |
| 芝卡朗環線   | 芝卡朗站／勿加泗站－甘榜班丹站 | 20       | 49.6          | 1918     | 2022年5月28日                                                      |
| 芝卡朗環線   | 芝卡朗站／勿加泗站－紅溪站     | 19       | 45.2          | 1918     | 2022年5月28日                                                      |
| 芝卡朗環線   | （循環線，順時針）             | 38       | 92            | 1918     | 2022年5月28日                                                      |
| 芝卡朗環線   | （循環線，逆時針）             | 37       | 92            | 1918     | 2022年5月28日                                                      |
| 丹格朗線     | 都利站－丹格朗站               | 11       | 19.2          | 1899     | 2011年12月5日                                                      |
| 丹戎不碌線   | 雅加達城區站－丹戎不碌站       | 4        | 9.8           | 1885     | 2011年12月5日（部分，仅作支线运营） 2015年12月22日（完全独立运营） |

註釋
1. 1 2 3  不在甘密埔站（不辦理通勤業務）停靠
2. 1 2  自芝卡朗／勿加泗開出，經干冬墟、芒加萊、甘榜班丹、老巴剎，最終返回干冬墟和起點站。順時針方向列車先駛往芒加萊，再駛向老巴剎，逆時針方向列車反之。
3. ↑  不停老巴剎站。